# Lingafelteria
Lingafelteria is een kevergeslacht uit de familie van de boktorren (Cerambycidae). De wetenschappelijke naam van het geslacht werd voor het eerst geldig gepubliceerd in 2012 door Nearns & Tavakilian.

## Soorten
Lingafelteria is monotypisch en omvat slechts de volgende soort:
- Lingafelteria giuglarisi Nearns & Tavakilian, 2012